# Bervîțea, Brovarî
Bervîțea (în ucraineană Бервиця) este un sat în comuna Mokreț din raionul Brovarî, regiunea Kiev, Ucraina.

## Demografie
Componența lingvistică a localității Bervîțea
     Ucraineană (99,61%)
     Alte limbi (0,39%)
Conform recensământului din 2001, majoritatea populației localității Bervîțea era vorbitoare de ucraineană (99,61%), existând în minoritate și vorbitori de alte limbi.